# SN 2006nx
SN 2006nx – supernowa typu Ib/c odkryta 1 listopada 2006 roku w galaktyce A033330-0040. W momencie odkrycia miała maksymalną jasność 22,10m.